# Juntas de Acción Comunal
No deben confundirse con las Juntas Administradoras Locales (JAL)
Las Juntas de Acción Comunal (JAC) en Colombia, son organizaciones cívicas, sociales, sin ánimo de lucro y de naturaleza solidaria, constituidas por ciudadanos pertenecientes a una comunidad, barrio, conjunto, vereda o sector de cada municipio, localidad o distrito del país, cuentan con personería jurídica y patrimonio propio. Organizadas autónomamente con el fin de promover un desarrollo integral, sostenible y sustentable construido a partir del ejercicio de la democracia participativa en la gestión del desarrollo de la comunidad. Están reglamentadas por la Ley 743 de 2002, el Decreto 890 de 2008, entre otras leyes, decretos y sentencias a nivel local y nacional. Además están amparadas como Organismos de Acción Comunal por la Ley 1448 de 2011 como víctimas del conflicto y sujetos de reparación colectiva. Son reconocidas por los artículos 38 y 103 de la Constitución Política de Colombia.
Son la estructura civil organizada más grande de Colombia, conformadas por lo menos 6.300.000 personas según el Ministerio del Interior, y siendo organizaciones importantes para la formación de líderes sociales. En Colombia existen 62.553 Juntas de Acción Comunal y 1.500 Asociaciones de Juntas reunidas en 35 Federaciones.

## Historia
Creadas a finales de los años 1950, al final del periodo histórico conocido como La Violencia. Según el sociólogo Orlando Fals Borda, la primera Junta de Acción Comunal se conformó en la vereda Saucio, del municipio de Chocontá (Cundinamarca). Esta experiencia fue documentada, por solicitud del entonces Ministro de Educación, Abel Naranjo Villegas, por la recién creada facultad de Sociología de la Universidad Nacional de Colombia. A partir de esto, en el gobierno de Alberto Lleras Camargo (1958-1962), fueron amparadas por la Ley 19 de 1958. Otro de los pioneros del movimiento de organización comunal, fue el economista Luis Emiro Valencia Sánchez. Hacia 1973 aparecieron las Asociación Municipal de Juntas de Acción Comunal.
Contribuyeron a la organización del Paro Cívico Nacional de 1977, y de gran cantidad de movilizaciones sociales a nivel local. En 1991, se reconoció la Confederación Nacional de Acción Comunal, como instancia nacional que consolida la estructura organizacional  de primero, segundo, tercero y cuarto grado. Fueron creados en 2009, los Juegos Nacionales Deportivos y Tradicionales Comunales, que se celebran cada 4 años.

## Objetivos
Según la Ley 743 de 2002 algunos de sus objetivos son:
• Promover y fortalecer en el individuo, el sentido de pertenencia frente a su comunidad, 
• Generar procesos comunitarios autónomos de identificación, formulación, ejecución, administración y evaluación de planes, programas y proyectos de desarrollo comunitario.
• Divulgar, promover y velar por el ejercicio de los derechos humanos, fundamentales y del medio ambiente consagrados en la Constitución y la ley.